# Florian Bierbaumer
Florian Bierbaumer (* 5. Oktober 1998 in der Steiermark) ist ein österreichischer American-Football-Spieler auf der Position des Tight Ends. Seit der Saison 2022 spielt der 198 cm große Offensivspieler bei den Vienna Vikings in der European League of Football. Bierbaumer ist zudem auch Teil des österreichischen Nationalteams.

## Karriere
Florian Bierbaumer begann seine American-Football-Karriere im Alter von 15 Jahren bei den Eggenberger Giants. 2016 konnte er mit den Granz Giants die Central European Football League gewinnen. Bei den Grazern konnte er sich zu einem der besten österreichischen Passempfänger der Austrian Football League entwickeln.
Im Jahr 2022 wechselte er zu den Vienna Vikings, um in der European League of Football zu spielen. In drei vollen Spielen erzielte Bierbaumer 216 Yards und 3 Touchdowns. Im dritten Spiel der Saison 2022 verletzte sich der Steirer schwer am Knie und konnte seine Premierensaison nur mehr als Offense Assistant Coach im Coaching Staff beenden.
Die Vikings verlängerten mit Bierbaumer für die Saison 2023, in welcher er nach dem Wechsel von Adrià Botella Moreno zu den Paris Musketeers erstmals als Tight End im Kader gelistet wurde. Bierbaumer konnte 36 Pässe für 556 Yards und 5 Touchdowns fangen und wurde in das ELF All-Star First Team 2023 und zum 10. besten Spieler der Liga gewählt.
Im Jänner 2024 gab das International Player Pathway Program der National Football League bekannt, dass Bierbaumer einer von 16 Athleten aus 8 Nationen sein werde, der um einen der 32 internationalen Kaderplätze kämpfen wird.
Nachdem der Tight End von keinem NFL-Team einen Vertrag bekommen hatte, gaben die Vikings seine Verpflichtung für die ELF-Saison 2024 bekannt. Der Vertrag des Steirers enthält jedoch eine Ausstiegsklausel bezüglich möglicher Engagements in der NFL.

## Privates
Florian Bierbaumer wurde in der Steiermark geboren. Sein älterer Bruder Benjamin Bierbaumer spielt ebenfalls Football und konnte mit ihm 2022 die European League of Football gewinnen.